# بالارد (کالیفرنیا)
بالارد (به انگلیسی: Ballard) یک منطقهٔ مسکونی در ایالات متحده آمریکا است که در شهرستان سانتا باربارا، کالیفرنیا واقع شده‌است. بالارد ۳٫۰۶ کیلومتر مربع مساحت و ۴۶۷ نفر جمعیت دارد و ۱۹۶٫۹ متر بالاتر از سطح دریا واقع شده‌است.